# Takagi (Familienname)
Takagi (jap. 高木) ist ein japanischer Familienname. Bei einer Erhebung im Jahr 2008 war er auf Platz 66 der 100 häufigsten Familiennamen in Japan.

## Herkunft und Bedeutung
Takagi ist entweder ein Wohnstätten- oder in Einzelfällen ein Herkunftsname. Als Wohnstättenname geht er auf die Bedeutung der japanischen Schriftzeichen 高 (dt. hoch oder groß) und 木 (dt. Baum oder Holz) zurück; er bezeichnete also Personen die an einem großen Baum wohnten. Als Herkunftsname erfolgte die Benennung nach dem Gebietsnamen Takagi (mehrfach in Japan).

## Namensträger
- Akito Takagi (* 1997), japanischer Fußballspieler
- Chōnosuke Takagi (1948–2016), japanischer Judoka
- Daisuke Takagi (* 1995), japanischer Fußballspieler
- Hidenori Takagi (* 1961), japanischer Physiker
- Hikari Takagi (* 1993), japanische Fußballspielerin
- Jinzaburō Takagi (1938–2000), japanischer Kernchemiker
- Kazumasa Takagi (* 1984), japanischer Fußballspieler
- Kazumichi Takagi (* 1980), japanischer Fußballspieler
- Takagi Kenji (Mediziner) (1888–1963), japanischer Orthopäde
- Kenji Takagi (Tänzer) (* 1972), japanischer Tänzer, Choreograph und Pädagoge
- Kenji Takagi (Fußballspieler) (* 1976), japanischer Fußballspieler
- Kenta Takagi (* 1993), japanischer Eishockeyspieler
- Kōichi Takagi († 2012), japanischer Politiker
- Manpei Takagi (* 1985), japanischer Schauspieler
- Michiyo Takagi (* 1952), japanische Politikerin
- Miho Takagi (Schauspielerin) (* 1962), japanische Schauspielerin
- Miho Takagi (Eisschnellläuferin) (* 1994), japanische  Eisschnellläuferin
- Morimichi Takagi (1941–2020), japanischer Baseballspieler
- Mototeru Takagi (1941–2002), japanischer Jazzmusiker
- Nana Takagi (* 1992), japanische Eisschnellläuferin
- Nobuko Takagi (* 1946), japanische Schriftstellerin
- Noriko Takagi (* 1943), japanische Badmintonspielerin, siehe Noriko Nakayama
- Riki Takagi (* 1978), japanischer Fußballspieler
- Ryō Takagi, japanische Manga-Zeichnerin
- Sadao Takagi (* 1932), japanischer Insektenkundler
- Sen Takagi (* 2002), japanischer Fußballspieler
- Takagi Shinpei (Schauspieler, 1902) (1902–1967), japanischer Schauspieler
- Shinpei Takagi (Schauspieler, 1985) (* 1985), japanischer Schauspieler
- Shun Takagi (* 1989), japanischer Fußballspieler
- Takahiro Takagi (* 1982), japanischer Fußballspieler
- Takagi Takeo (1892–1944), Vizeadmiral der kaiserlich japanischen Marine
- Takagi Taku (1907–1974), japanischer Literaturwissenschaftler, Musikkritiker und Schriftsteller
- Takashi Takagi (* 1962), japanischer Rennrodler
- Takumi Takagi (* 1982), japanischer Schiedsrichterassistent
- Takuya Takagi (* 1967), japanischer Fußballspieler
- Tammy Takagi (* 1991), brasilianische Wasserspringerin
- Takagi Teiji (1875–1960), japanischer Mathematiker
- Toranosuke Takagi (* 1974), japanischer Autorennfahrer
- Toroku Takagi (1904–2006), japanischer Komponist
- Toshiya Takagi (* 1992), japanischer Fußballspieler
- Toshiyuki Takagi (* 1991), japanischer Fußballspieler
- Tsuyoshi Takagi (* 1956), japanischer Politiker
- Takagi Yasunosuke (1891–1941), japanischer Maler
- Yoshiaki Takagi (* 1992), japanischer Fußballspieler
- Yoshinari Takagi (* 1979), japanischer Fußballspieler
- Yōsuke Takagi (* 1959), japanischer Politiker
- Yūya Takagi (* 1998), japanischer Fußballspieler